# Gasterosteus gymnurus
Épinoche nue
Espèce
Statut de conservation UICN

 LC : Préoccupation mineure
Gasterosteus gymnurus, l’Épinoche nue, est une espèce de poissons actinoptérygiens de la famille des Gasterosteidae.

## Description
Cette épinoche mesure environ 60 mm, queue non comprise (longueur standard SL).

## Répartition
Ce poisson euryhalin est présent en Albanie, en Algérie, en Allemagne, en Autriche, en Belgique, en Bosnie-Herzégovine, en Croatie, au Danemark, en Espagne, en France, en Grèce, en Italie, au Luxembourg, à Monaco, au Monténégro, en Norvège, aux Pays-Bas, en Pologne, au Portugal, au Royaume-Uni (dont à Gibraltar), à Saint-Marin, en Slovénie, en Suède, en Suisse, en Turquie et en Tchéquie.

## L'Épinoche nue et l'Homme
L'Épinoche nue est considérée comme une « espèce de préoccupation mineure » (LC) par la liste rouge de l'UICN.
Elle est également considérée comme une « espèce de préoccupation mineure » par la liste rouge du Comité français de l'UICN dans sa version de 2009, mais elle ne figure plus dans la version de 2019, où elle est remplacée par G. aculeatus.

## Taxonomie

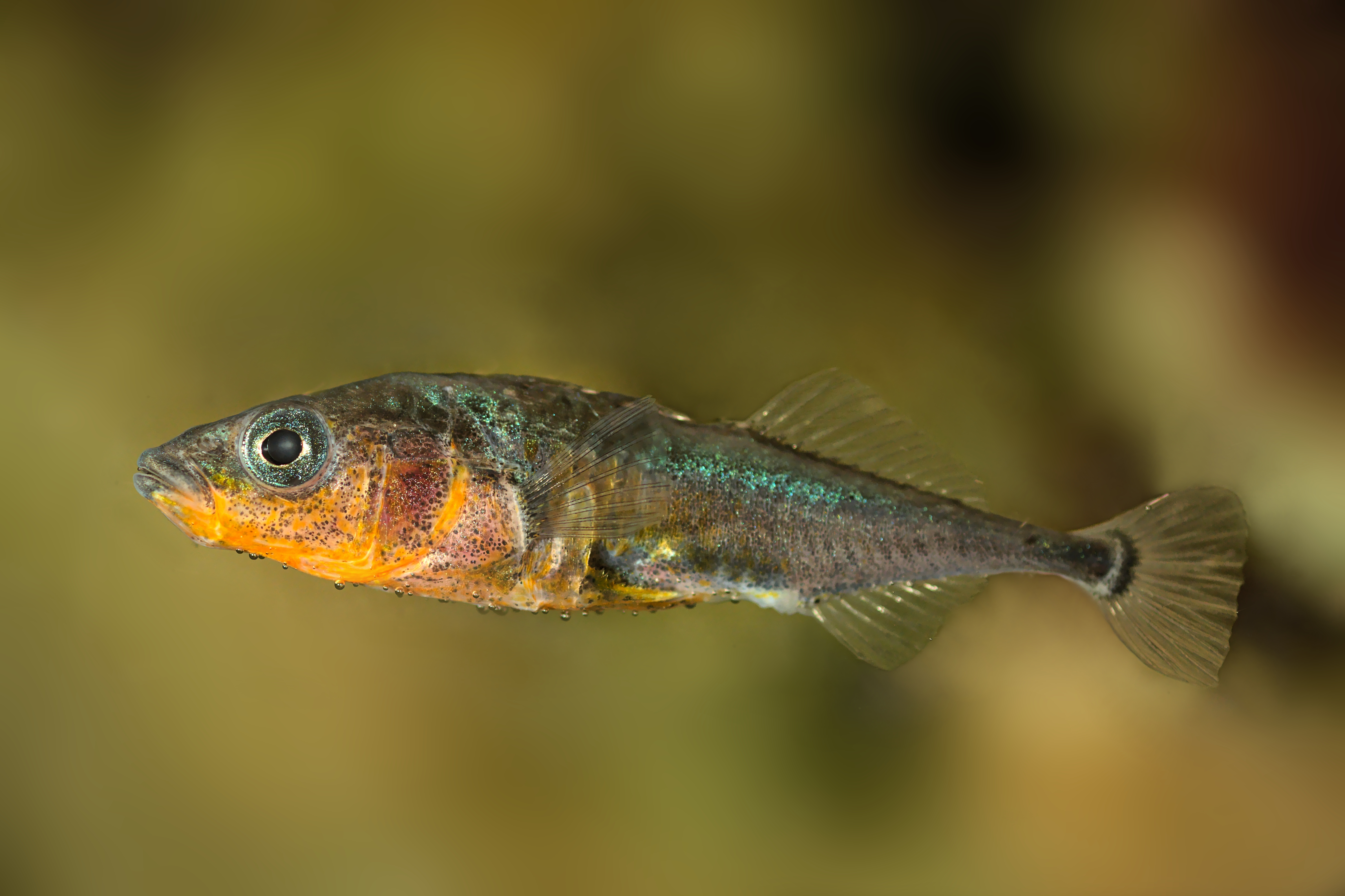
Gasterosteus aculeatus, une espèce proche de Gasterosteus gymnurus.

L'espèce a été décrite en 1829 par le naturaliste français Georges Cuvier.
Les noms vernaculaires attestés en français sont « Épinoche nue » et « Épinoche »,.
Souvent confondue avec l'Épinoche commune (Gasterosteus aculeatus), qui a une aire de répartition holarctique, elle est considérée comme un synonyme de cette dernière dans une étude de Gaël P. J. Denys (d) et al. en 2015.

### Étymologie
L'épithète spécifique gymnurus, dérivée du grec ancien γυμνός (gumnós, « nu ») et οὐρά (ourá, « queue »), fait référence au faible nombre de plaques (en) sur les flancs et à l'absence de carène caudale sur le pédoncule caudal de cette espèce.

### Publication originale
- Georges Cuvier, Le règne animal, distribué d'après son organisation, pour servir de base à l'histoire naturelle des animaux et d'introduction à l'anatomie comparée, t. II, Paris, Deterville, 1829, 584 p. (lire en ligne) (protologue).